# Цинциннаті
Цинциннаті (або Цінціннаті; англ. Cincinnati) — місто (англ. city) в США, в окрузі Гамільтон штату Огайо. Населення — 309 317 осіб (2020). 55-те за населенням в США. Розташоване на північному березі річки Огайо на кордоні між штатами Огайо і Кентуккі. Місто назване на честь давньоримського генерала Луція Квінкта Цинцинната (лат. Lucius Quinctius Cincinnatus).

## Географія

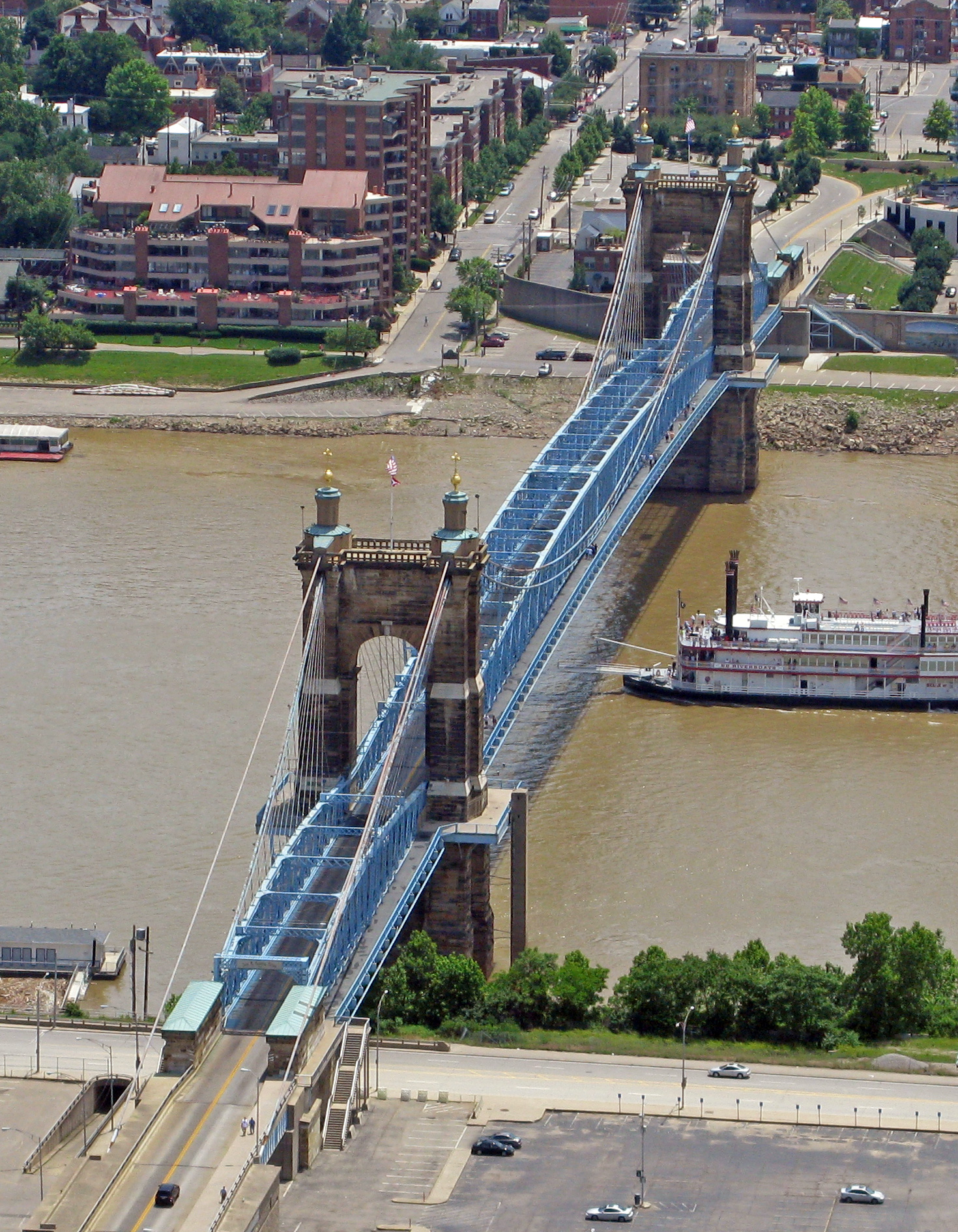
Підвісний міст Джона Роблінга в Цинциннаті — «старший брат» Бруклінського мосту в Нью-Йорку.

Цинциннаті розташоване за координатами 39°8′24″ пн. ш. 84°30′23″ зх. д. / 39.14000° пн. ш. 84.50639° зх. д. (39,139902, –84,506446). За даними Бюро перепису населення США, 2010 року місто мало площу 206,03 км², з яких 201,87 км² — суходіл та 4,16 км² — водойми.

## Демографія
Згідно з переписом 2010 року, у місті мешкали 296 943 особи в 133 420 домогосподарствах у складі 62 319 родин. Густота населення становила 1441 особа/км². Було 161095 помешкань (782/км²).
Расовий склад населення:
| - 49,3 % — білих - 44,8 % — афроамериканців - 1,8 % — азіатів - 0,3 % — корінних американців - 0,1 % — вихідців з тихоокеанських островів - 1,2 % — осіб інших рас |

До двох чи більше рас належало 2,5 %. Частка іспаномовних становила 2,8 % від усіх жителів.
За віковим діапазоном населення розподілялося таким чином: 22,1 % — особи молодші 18 років, 67,1 % — особи у віці 18—64 років, 10,8 % — особи у віці 65 років та старші. Медіана віку мешканця становила 32,5 року. На 100 осіб жіночої статі у місті припадало 92,5 чоловіка; на 100 жінок у віці від 18 років та старших — 90,0 чоловіків також старших 18 років.
Середній дохід на одне домашнє господарство становив 55 045 доларів США (медіана — 33 604), а середній дохід на одну сім'ю — 70 773 долари (медіана — 44 022). Медіана доходів становила 43 915 доларів для чоловіків та 36 997 доларів для жінок. За межею бідності перебувало 30,5 % осіб, у тому числі 45,5 % дітей у віці до 18 років та 14,8 % осіб у віці 65 років та старших.
Цивільне працевлаштоване населення становило 136 182 особи. Основні галузі зайнятості: освіта, охорона здоров'я та соціальна допомога — 26,8 %, науковці, спеціалісти, менеджери — 13,5 %, мистецтво, розваги та відпочинок — 11,9 %, роздрібна торгівля — 10,8 %.

## Економіка
У Цинциннаті розташовані штаб-квартири та виробничі потужності кількох корпорацій:
- Проктер енд Ґембл (англ. Procter & Gamble)
- Кроґер (англ. Kroger)
- Мейсіс (англ. Macy's, Inc.)

## Освіта
У місті діє університет.

## Транспорт
Через понад 60 років у місті знову відкрилась трамвайна лінія. 2018 року в місті працювала єдина одноколійна лінія, збудована у вигляді петлі.
Також під містом існують тунелі метро, що будувалися ще у 1910-х — 1920-х роках, але так і не були добудовані. У метрополітені Цинциннаті 4 підземні недобудовані станції, які через постійний догляд перебувають майже в ідеальному стані. Неодноразово виникали різні ідеї з використання цих тунелів, але жодна з них не була реалізована.

## Спорт
У Цинциннаті дві професійні команди: «Цинциннаті Бенгалс» (англ. Cincinnati Bengals) — є членом Національної футбольної ліги; «Цинциннаті Редс» (англ. Cincinnati Reds) є членом у Головної бейсбольної ліги.

## Уродженці
- Керолайн Хоук Брукс (1840—1913) — американська скульпторка
- Гаррі Гілліард (1886—1966) — американський актор німого кіно
- Фредерік Браун(1906—1972) — письменник, майстер фантастичних і детективних творів
- Карен Марі Монінг (* 1964) — американська письменниця.
- Фліп Сондерс — баскетбольний тренер, очолює команду НБА «Вашингтон Візардс».
- Стівен Спілберг — кінорежисер, сценарист і продюсер.
- Вільям Говард Тафт — президент США з 1909 по 1913 рік.
- Тед Тернер — бізнесмен, засновник щоденного каналу новин CNN
- Евелін Венейбл (1913—1993) — американська акторка
- Тайрон Павер (1914—1958) — американський актор.
- Доріс Дей (1922—2019) — американська акторка й співачка
- Стів Шабо (* 1953) — американський політик.
- Аманда Борден (*1977) — американська гімнастка, олімпійська чемпіонка.

## Міста-побратими
- Амман, Йорданія[18]
- Лючжоу, КНР (5 травня 1988)[19]
- Майсур, Індія (11 липня 2012)[20]
- Мюнхен, Німеччина (18 вересня 1989)[21][22]
- Нансі, Франція (24 червня 1991)[23][24]
- Нетанья, Ізраїль
- Новий Тайбей, Тайвань (12 вересня 1994)[25]
- Рим, Італія
- Тайбей, Тайвань
- Тіхуана, Мексика
- Хараре, Зімбабве (4 серпня 1990)[26]
- Харків, Україна (11 вересня 1989)[4][5][…]
- Ґіфу, Японія (11 травня 1988)[27]